# 莿桐天瑤宮
23°45′28″N 120°30′01″E / 23.757860°N 120.500200°E
莿桐天瑤宮為雲林縣莿桐鄉莿桐村主祀天上聖母的廟宇，為莿桐重要的信仰中心。

## 沿革
莿桐天瑤宮約創建於清代中葉，原名為莿桐天后宮。日治初期，北白川宮能久親王奉命接收臺灣，與當時的臺灣民主國政權爆發乙未戰爭，而北白川宮能久親王曾經駐紮在莿桐一代拜會在地仕紳，不久後於大林病重離世。日本政府成功接收臺灣後為紀念此段事蹟，將莿桐天后宮拆除，並在原址上建立北白川宮能久親王紀念神社，天上聖母則暫奉於西螺廣福宮。
民國57年，莿桐居民自彰化南瑤宮迎請聖三媽、新三媽與暫奉於西螺廣福宮的媽祖神像回鄉奉祀，次年在北白川宮能久親王神社遺跡上重新建立廟宇，因其與南瑤宮深厚的關係，取天后宮的「天」字與南瑤宮的「瑤」字合成廟名天瑤宮。而每年媽祖聖誕前後則會前往南瑤宮謁祖進香。
2018年，莿桐天瑤宮的信眾集資倡議在舊廟原址重修廟宇，於2020年12月27日入火安座。

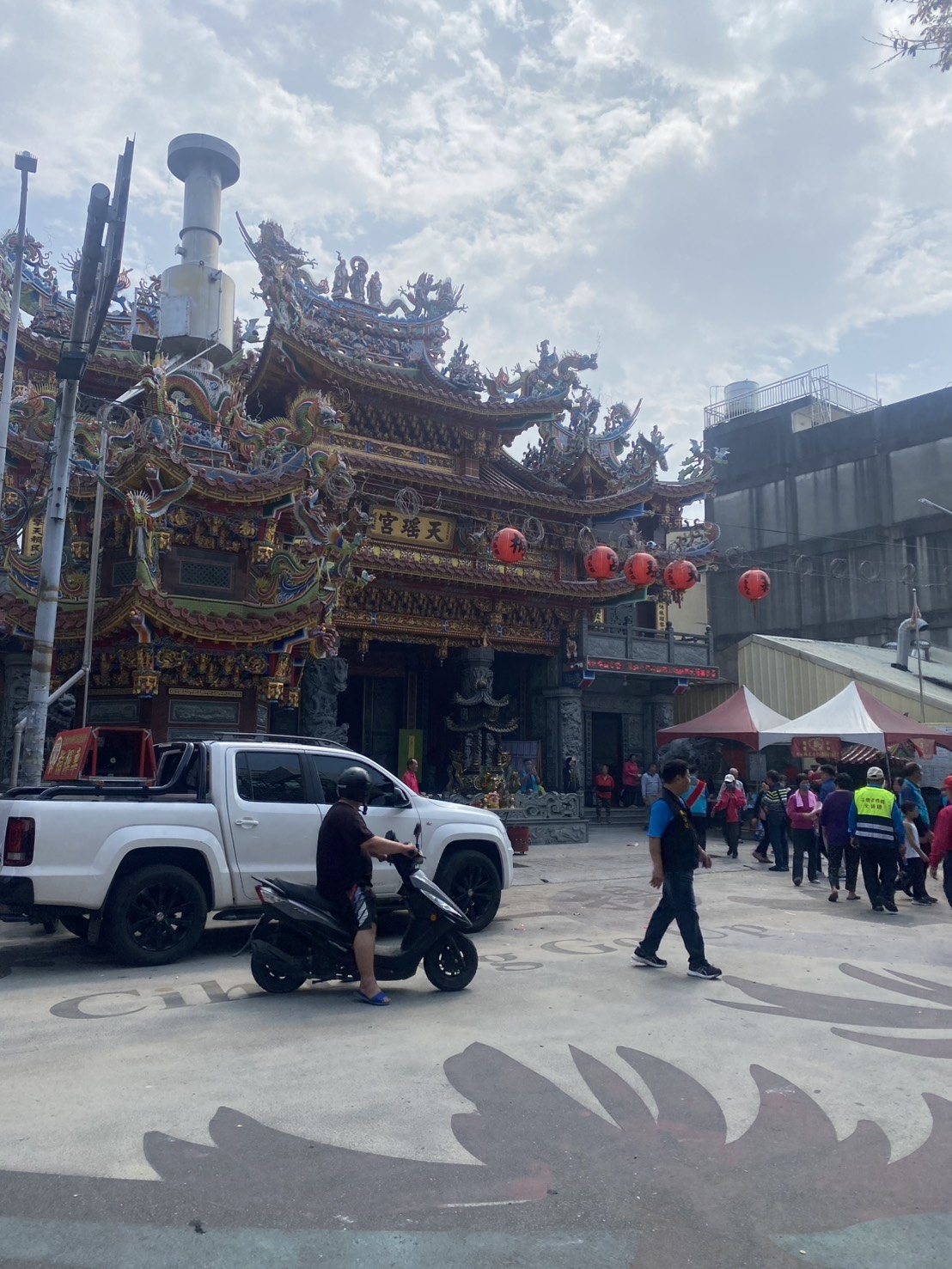
天瑤宮新廟。
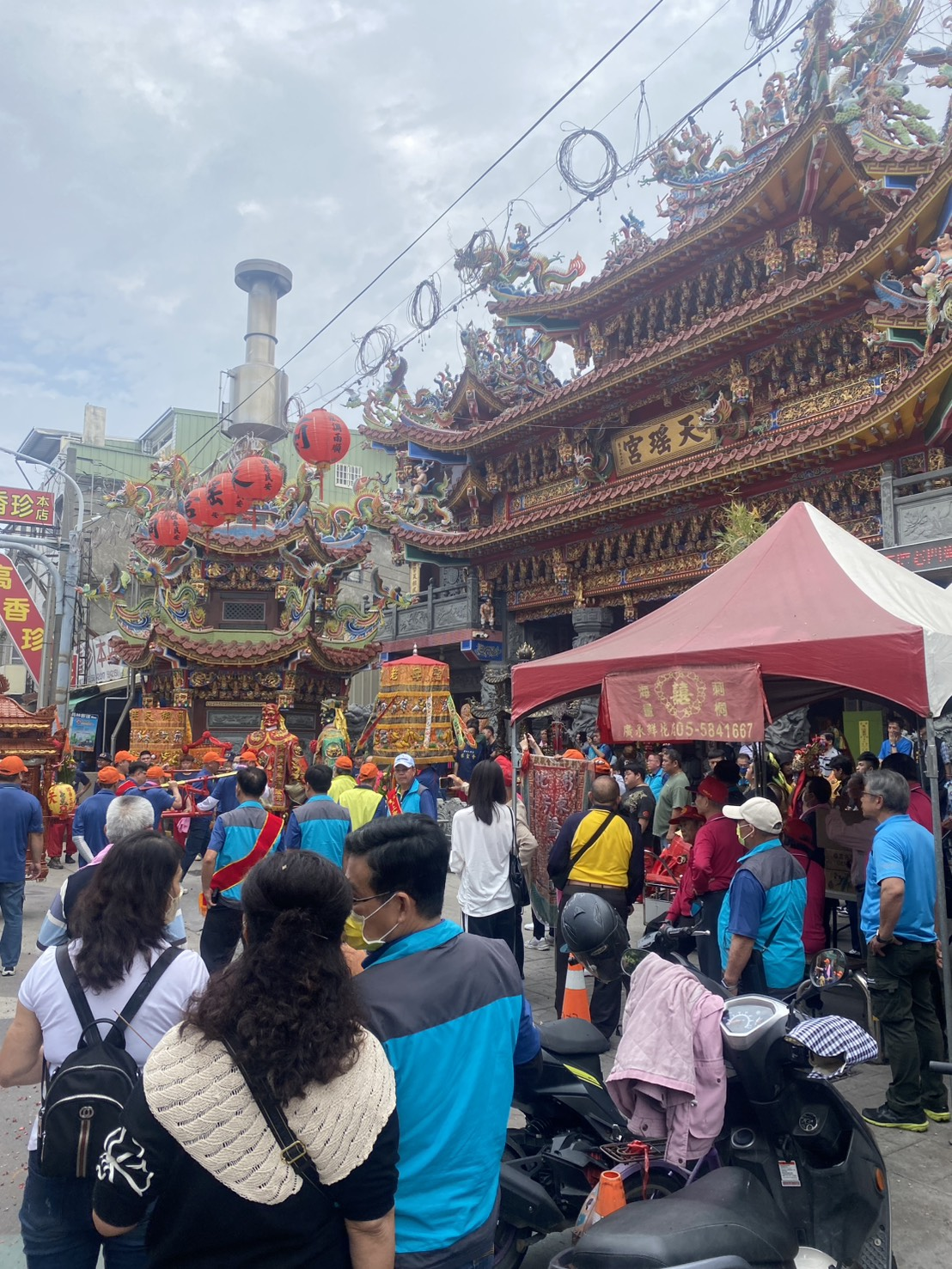
友宮前往天瑤宮進香

## 祀神
天瑤宮主祀有天上聖母開基大媽、聖三媽、新三媽，配祀有關聖帝君、玄天上帝等神祇。

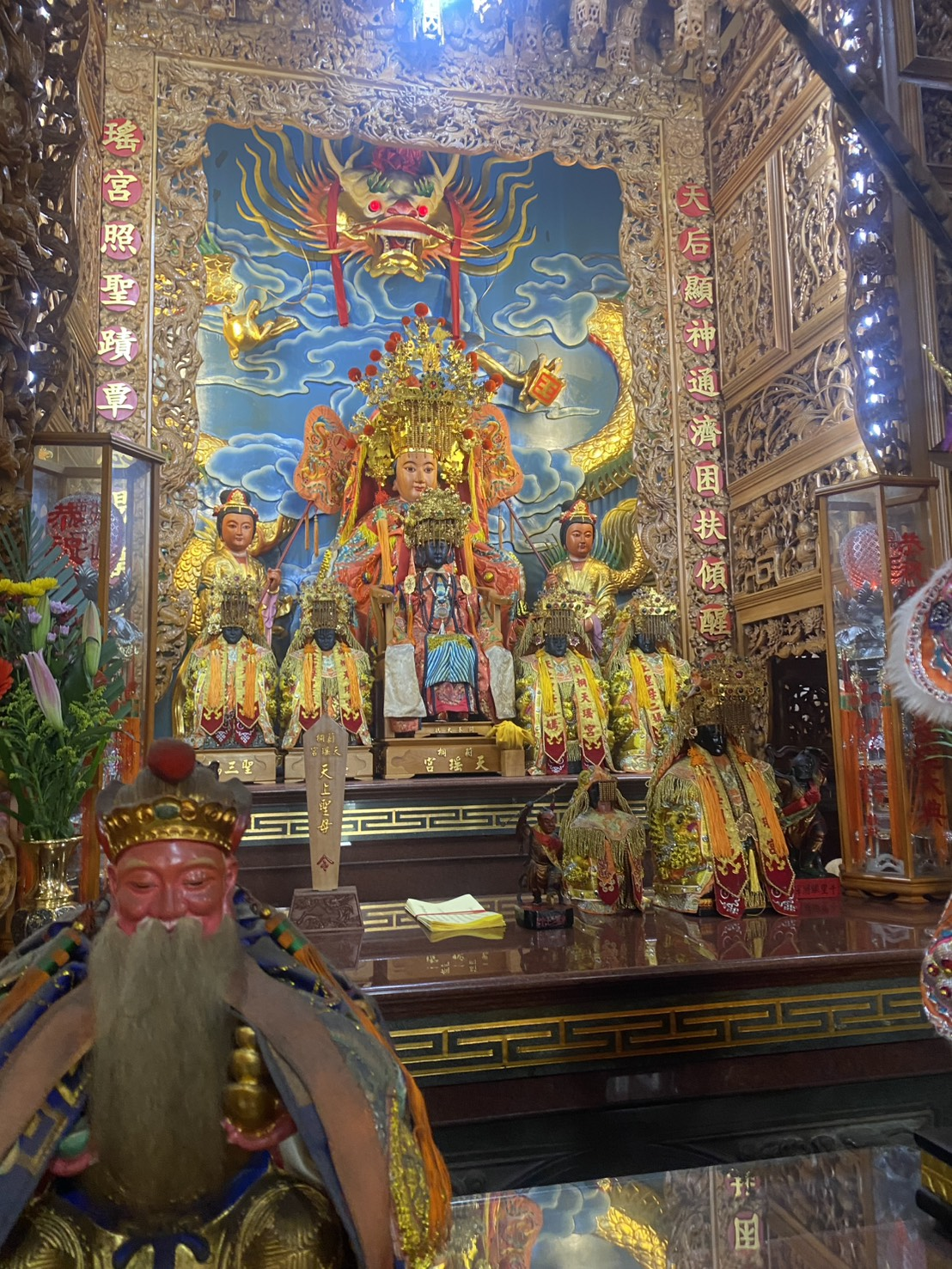
天瑤宮正殿，奉祀有天上聖母等神祇。

## 南瑤宮笨港進香
莿桐天瑤宮由於和彰化南瑤宮密切的關係，在三媽六年南瑤宮笨港進香中會擔任「貳香」的角色，並會和南瑤宮媽祖的鑾駕在斗南順安宮「祭貳香」，過程中會舉行對龍銀、換涼傘等儀式。

## 外部連結
- 莿桐天瑤宮的Facebook專頁
- YouTube上的彰化南瑤宮進香祭貳香與換娘傘展開